# Pseudeos
Pseudeos is een geslacht van vogels uit de familie Psittaculidae (papegaaien van de Oude Wereld) en de groep van de lori's. 

## Verspreiding en leefgebied
Beide soorten komen alleen voor op eilanden in het oosten van de Indische Archipel, Nieuw-Guinea en de Salomonseilanden:

## Soorten
- Pseudeos cardinalis  – Kardinaallori
- Pseudeos fuscata  – Witruglori